# Bajan-Öndör járás (Dél-Hangáj)
Bajan-Öndör járás (mongol nyelven: Баян-Өндөр сум) Mongólia Dél-Hangáj tartományának egyik járása. Területe 3200 km². Népessége kb. 5100 fő.
Székhelye Bumbat (Бумбат), mely 120 km-re északkeletre fekszik Arvajhér tartományi székhelytől.